# Ernst Schade (Germanist)
Ernst Schade (* 31. Mai 1926 in Wetzlar; † 8. Oktober 1993) war ein deutscher Germanist.

## Leben
Schade studierte Germanistik, Europäische Ethnologie, Musikwissenschaft und Pädagogik. Er lehrte am Seminar für Didaktik der deutschen Sprache und Literatur in Gießen (1964–1972), als Dozent für deutsche Sprache und Literatur in Utrecht (1972–1974), als Professor für deutsche Sprache und Literatur in Berlin (1974–1975) und als Professor für Germanistik in Kassel (1975–1991).

## Schriften (Auswahl)
- Formen des Gesamtunterrichts und des ganzheitlichen Unterrichts auf der Volksschuloberstufe. Eine Untersuchung von Stoffplänen. 1963
- Ludwig Erks kritische Liedersammlung und sein „Volkslied“-Begriff. Die Methoden der Aufzeichnung, Dokumentation, Text- und Melodiekritik und Edition von Volksliedern. Ein Beitrag zur Wissenschaftsgeschichte. 1971
- Was das Volk zu singen weiß. Ludwig Erk. Leben und Werk eines Liedersammlers. 1992, ISBN 3-928149-03-2
- Goethes Heidenröslein und seine Vertonungen. 1993, ISBN 3-929319-04-7